# 阿波々神社
阿波々神社（あわわじんじゃ、Awawa Jinja）は、静岡県掛川市初馬にある神社。粟ヶ岳の山頂付近に鎮座する。

## 概要

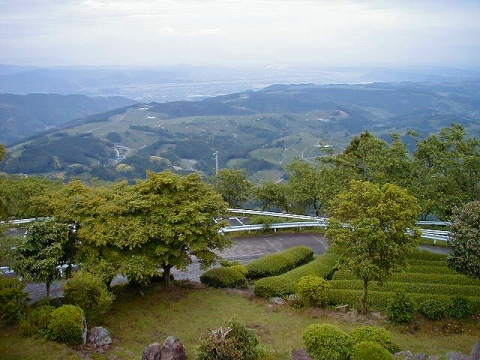
粟ヶ岳山頂から周囲を望む

祭神として阿波比売命を祀り、736年に創建された。阿波々神社の境内には、素戔嗚命と櫛稲田姫を祀った八重垣神社も併設されている。
周辺は照葉樹林に覆われており、この林は「阿波々神社の社叢」として掛川市が文化財に指定し、天然記念物として保護している。また、この森の中では大きな岩が散見されるが、それらは磐座として祀られていた。

## 沿革
736年の創建以来、延喜式内社に列せられ崇敬を集め、掛川城城主の保護を受けてきた。しかし、戦国時代に社殿が焼失してからは、明治年間にいたるまで神社の整備は停滞した。明治に入ると郷社に列せられ、1884年に本殿や拝殿が改築するなど復興が進んだ。太平洋戦争による停滞を挟み、1987年に本殿を山頂に遷座するなど、整備が進められている。

## 粟ヶ岳の無間の鐘
遠州七不思議のひとつにも挙げられ、隣接する無間山観音寺にあった梵鐘である。鐘を撞けば死後に無間地獄に堕ちるが、現世では巨万の富を得られるとされていた。明応のころ、これを憂えた住職が鐘を井戸に沈めたと伝えられており、その井戸が阿波々神社の境内に残されている。
後世になると、この井戸に折った榊の枝を逆さに投げ入れると、鐘を撞いたことと同じ功徳があるとされるようになった。
観音寺は1961年に、掛川市の常現寺へ合祀され廃寺となっている。